# 化州站
化州站位于广东省茂名市化州市河东站前路，是河茂铁路线上的一座三等站，于1959年投入使用。离河唇站40公里，距茂名站21公里，隶属中国铁路南宁局集团玉林车务段管辖。客运可办理旅客乘降及行李、包裹托运；货运可办理整车、零担、集装箱货物到发，不办理整车爆炸品及整车一级氧化剂到发。

## 简介
化州火车站位于河茂线39公里处，地处广东省化州市境内。
该站始建于1958年1月，同年9月底建成，10月1日正式通车，只有2股半道，隶属柳州局（现南宁局集团）管辖。1995年再次筹建扩站，有站线13股道，牵出线、专用线各2条。日均办理接发列车26对，其中有业务客运列车6对（2004年数据）。客运设备有1个候车大厅，面积为1037平方米；1个行包房，面积为236平方米；有2座旅客乘降车站台，面积为8500平方米。货运设备有1个30万吨多功能综合性货物，面积为66900平方米；有3股道货物线；有2座仓库，面积3258.8平方米；露天货物站台面积9760平方米；26吨和10吨龙门吊各1台；轮式装载机4台，可装卸散堆装、长、大、笨重、集装箱等货物。2008年，装车3058辆，发送货物17.6万吨，卸车6719辆，发送旅客7万人，运输收入2723.8万元。
客货源主要吸引区为化州、高州、吴川，信宜等市县。该站主要外货物有铁矿、钛矿、废铁、食糖、水果、蔬菜、皮革和鞋类等运到全国各地。

## 历史
化州火车站1958年1月动工，10月建成。到发线2股道，长1735米；货场1个，面积1.09万平方米；仓库面积1261平方米，车站站台面积1470平方米，旅客候车室120平方米，售票房12平方米，行包房100平方米，运转室30平方米，旅客站台长170米，调度电话4门。为四等站。1959年货物装卸量12.46万吨。1979年，增铺第三股道，长968米；牵出线1股，长569米。1980年，货物运输量迅速增长，年装卸量达61万吨。柳州铁路局投资100万元扩建车站，增铺第四股道，长407米；货物线3股道，长1115米；开辟1个货场，面积6.69万平方米；修建2栋仓库，共3412平方米。至1988年，车站有到发线4股道，长3110米；货物线3股道，1674米；货场面积7.78万平方米，货物仓库面积4573平方米。是年货物装卸量91.70万吨。车站升为三等站。1995年再次筹建扩站车站并荣升为二等站，有站线13股道，牵出线、专用线各2条。日均办理接发列车26对，其中有业务客运列车6对。客运设备有1个高大宽敞明亮候车大厅，面积为1037平方米；1个行包房，面积为236平方米；有2座旅客乘降车站台，面积为8500平方米。货运设备有1个30万吨多功能综合性货物，面积为66900平方米；有3股道货物线；有2座仓库，面积3258.8平方米；露天货物站台面积9760平方米；26吨和10吨龙门吊各1台；轮式装载机4台，可装卸散堆装、长、大、笨重、集装箱等货物。进入本世纪后，车站因受化州当地多数国有单位破产倒闭及南宁铁路局对河茂线的强烈打压而使货物运输量迅速下滑；2004年的全国列车第五、第六次大调图及广铁集团三茂铁路股份有限公司担当的广州往返湛江列车停运，车站客流量大受影响。2007年4月18日，由二等站降为三等站。